# Australie aux Jeux olympiques d'hiver de 1976
L'Australie participe aux Jeux olympiques d'hiver de 1976 à Innsbruck en Autriche du 4 au 15 février 1976. Il s'agit de sa 8e participation à des Jeux olympiques d'hiver. La délégation est composée de huit athlètes concourants dans trois sports, le porte-drapeau est le patineur de vitesse Colin Coates. L'Australie fait partie des pays ne remportant pas de médailles durant ces Jeux.

## Patinage artistique
| Athlètes      | Épreuves          | Points court | Points court | Points libre | Points libre | Total  | Total |
| Athlètes      | Épreuves          | Points       | Rang         | Points       | Rang         | Points | Rang  |
| ------------- | ----------------- | ------------ | ------------ | ------------ | ------------ | ------ | ----- |
| Billy Schober | Individuel hommes | DNF          | DNF          | DNF          | DNF          | DNF    | DNF   |
| Sharon Burley | Individuel femmes | 33,40        | 19e          | 83,10        | 20e          | 149,26 | 20e   |

## Patinage de vitesse
| Athlète      | Épreuves | Finale         | Finale |
| Athlète      | Épreuves | Temps          | Rang   |
| ------------ | -------- | -------------- | ------ |
| Colin Coates | 500m     | 41 s 77        | 25e    |
| Colin Coates | 1000m    | 1 min 21 s 72  | 11e    |
| Colin Coates | 1500m    | 2 min 3 s 34   | 8e     |
| Colin Coates | 5000m    | 7 min 41 s 96  | 10e    |
| Colin Coates | 10000m   | 15 min 19 s 80 | 6e     |

## Ski alpin
| Athlète      | Épreuve      | Manche 1      | Manche 2    | Total         | Total       |
| Athlète      | Épreuve      | Temps         | Temps       | Temps         | Rang        |
| ------------ | ------------ | ------------- | ----------- | ------------- | ----------- |
| Kim Clifford | Descente     | NC            | NC          | 1 min 51 s 64 | 34e         |
| Kim Clifford | Slalom       | DNF           | DNF         | DNF           | DNF         |
| Kim Clifford | Slalom géant | 1 min 56 s 66 | Disqualifié | Disqualifié   | Disqualifié |
| David Griff  | Descente     | NC            | NC          | 1 min 49 s 02 | 22e         |
| David Griff  | Slalom       | DNF           | DNF         | DNF           | DNF         |
| Rob McIntyre | Descente     | NC            | NC          | DNF           | -           |

| Athlète      | Épreuve      | Manche 1 | Manche 2 | Total         | Total |
| Athlète      | Épreuve      | Temps    | Temps    | Temps         | Rang  |
| ------------ | ------------ | -------- | -------- | ------------- | ----- |
| Joanne Henke | Descente     | NC       | NC       | 1 min 59 s 59 | 36e   |
| Joanne Henke | Slalom       | DNF      | DNF      | DNF           | DNF   |
| Joanne Henke | Slalom géant | NC       | NC       | 1 min 45 s 40 | 40e   |
| Sally Rodd   | Descente     | NC       | NC       | 1 min 54 s 82 | 31e   |
| Sally Rodd   | Slalom       | DNF      | DNF      | DNF           | DNF   |
| Sally Rodd   | Slalom géant | NC       | NC       | 1 min 37 s 52 | 33e   |